# Джузеппе Сінополі
Джузе́ппе Сіно́полі (італ. Giuseppe Sinopoli; (італійська вимова: [dʒuˈzɛppe siˈnɔːpoli]; 2 листопада 1946, Венеція — 20 квітня 2001, Берлін) — італійський диригент і композитор.

## Життєпис
Закінчив медичний факультет Падуанського університету, згодом навчався у Венеціанській консерваторії. Удосконалював свою майстерність в музичній композиції в Дармштадті у Карлгайнца Штокгаузена і здобув собі ім'я творами в техніці серійної музики. Найбільш відомий твір його як композитора — опера «Лу Саломе» (1981), після якої він відмовився від композиторства і повністю зосередився на диригуванні.
Був засновником «Ансамблю Бруно Мадерни» (1975), виступав з Берлінським симфонічним оркестром (від 1979 року).
На оперній сцені дебютував 1978 року («Аїда» Джузеппе Верді).
1980 року виконав у Віденській опері «Аттілу» Верді, 1981 року в Гамбурзі — «Луїзу Міллер» Верді, 1983 року в Ковент Гардені — «Манон Леско» Джакомо Пуччіні.
1985 року дебютував на фестивалі у Байройті (опера «Тангойзер»). Того ж року вперше виступив в Метрополітен-опера (опера «То́ска» Джакомо Пуччіні).
1983—1994 — головний диригент лондонського оркестру «Філармонія», водночас 1983—1987 років — музичний керівник Оркестру Національної академії Санта-Чечілія.
Від 1991 року очолював Саксонську державну капелу Дрездена. Помер в театрі під час диригування опери Верді «Аїда».
Серед найкращих аудіозаписів — твори Йоганнеса Брамса, Антона Брукнера, Джузеппе Верді, Густава Малера (всі симфонічні твори, в тому числі з вокалом), Ріхарда Штрауса (опери «Саломея», «Електра», «День миру»).
Сінополі — автор роману «Парсіфаль у Венеції» (1993), в якій деталі автобіографії поєднуються з роздумами про філософію, міфологію, історію Європи.
Був одружений з піаністкою Сильвією Капелліні (Silvia Capellini). Батько двох дітей.
2005 року Сильвія стала однією із засновників фестивалю «Giuseppe Sinopoli Festival» (Таорміна,Італія).

## Нагороди
- Кавалер Великого хреста Ордену «За заслуги перед Італійською Республікою» (1998)[8]
- Великий офіцер Ордену «За заслуги перед Італійською Республікою» (1994)[9]